# Ludwik Adolf Fryderyk Sayn-Wittgenstein-Sayn

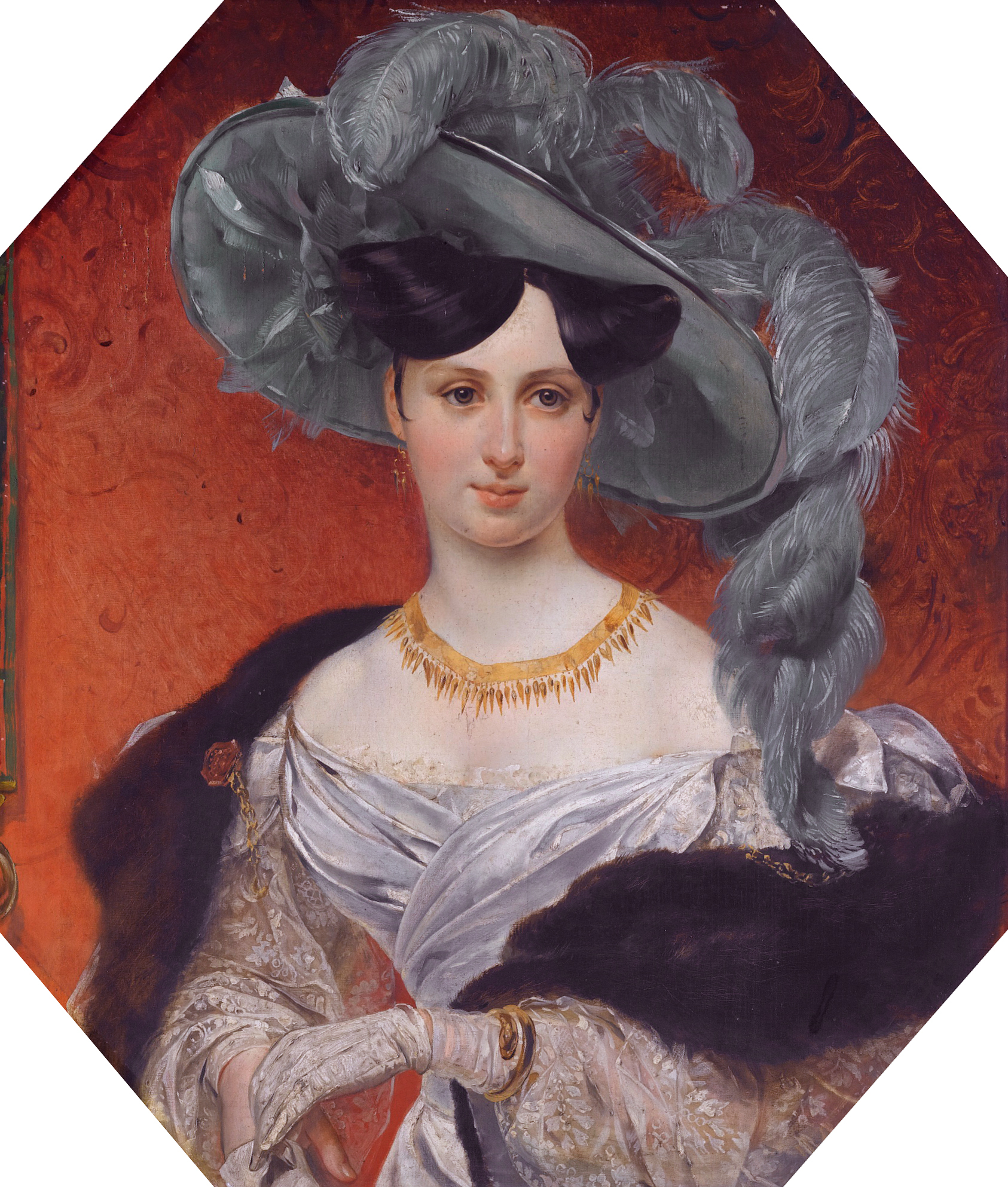
Portret Stefanii Radziwiłłówny

Książę Ludwik Adolf Fryderyk Sayn-Wittgenstein-Sayn (Ludwig Adolf Friedrich zu Sayn-Wittgenstein-Sayn) (ur. 8 czerwca 1799 w Kownie, zm. 28 czerwca 1866 w Cannes), związany z Litwą arystokrata pochodzenia niemieckiego w służbie rosyjskiej.
Był najstarszym synem rosyjskiego feldmarszałka Ludwika Adolfa Piotra zu Sayn und Wittgenstein i Antonii Snarskej. Idąc w ślady ojca wstąpił na służbę carską. W 1821 reprezentował cara na koronacji króla Wielkiej Brytanii Jerzego IV. Jego kariera została jednak przerwana w 1826 z powodu sympatyzowania przez księcia z dekabrystami - uratowała go jego wpływowa pozycja oraz wielkie zasługi dla tronu jego ojca.

Księżna Leonilla Sayn-Wittgenstein-Sayn na portrecie autorstwa F.X. Winterhaltera

14 czerwca 1828 w St. Petersburgu poślubił Stefanię Radziwiłłównę, córkę Dominika Radziwiłła, która wniosła mu w posagu olbrzymi majątek ziemski (ok. 12 tys. km²) na terytorium Litwy. Para miała dwoje dzieci:
- Maria (1829-1897), żona Chlodwiga, księcia Hohenlohe-Schillingsfürst, kanclerza Rzeszy
- Piotr, książę Sayn i Wittgenstein (1831-1887), mąż Rosalii Léon

Stefania zmarła w 1832, a w 1834 Ludwik Adolf ożenił się z księżniczką Leonillą Bariatinską (zm. 1918). Ślub odbył się w kaplicy pałacowej Pałacu Zimowego. Z drugą żoną doczekał się czworga dzieci:
- Fryderyk, książę Sayn i Wittgenstein (1836-1909)
- Antonina zu Sayn-Wittgenstein-Sayn (1839-1918)
- Ludwik, książę Sayn i Wittgenstein (1843-1876)
- Aleksander, książę Sayn i Wittgenstein

Ok. 1840 został właścicielem pałacu biskupiego w Werkach pod Wilnem, który przebudował i gdzie przez długi czas mieszkał. Po zawarciu drugiego małżeństwa mieszkał z rodziną przeważnie w Paryżu, a po 1848 roku w Niemczech, gdzie odnowił zamek Sayn i gdzie spędził ostatnie lata życia. Jego druga małżonka przeszła z prawosławia na katolicyzm i w tym wyznaniu wychowała ich dzieci. Sam książę pozostał do końca życia luteraninem.
Choć część potomków pozostała w Niemczech, to rodzina Sayn-Wittgenstein posiadała spore dobra ziemskie w Rosji aż do 1917 roku. 